# ドナルドソンの定理
数学では、ドナルドソンの定理(Donaldson's theorem)は、次元 4 の単連結な滑らかな多様体(smooth manifold)の定値(definite)な交叉形式は、対角化可能であるという定理である。交叉形式が正定値（負定値）であれば、交叉形式は整数上の単位行列（負の単位行列）に対角化可能である。

## 歴史
この定理は、サイモン・ドナルドソン(Simon Donaldson)により証明された。

## 拡張
マイケル・フリードマン(Michael Freedman)は、任意のユニモジュラー対称二次形式(unimodular symmetric bilinear form)は、ある向きづけられた 4次元閉多様体の交叉形式として実現されることを示していた。この結果とセールの分類定理(Serre classification theorem)とドナルドソンの定理を結びつけると、いくつかの興味深い結果が得られる。
1) 対角化ができない交叉形式は、微分構造(differentiable structure)を持たない 4次元位相多様体(topological manifold)から発生する（滑らかにはできない）。
2) 2つの滑らかで単連結な 4次元多様体が同相であることと、それらの交叉形式は同一のランク、符号、パリティを持つことは同値である。